# Jay Haley

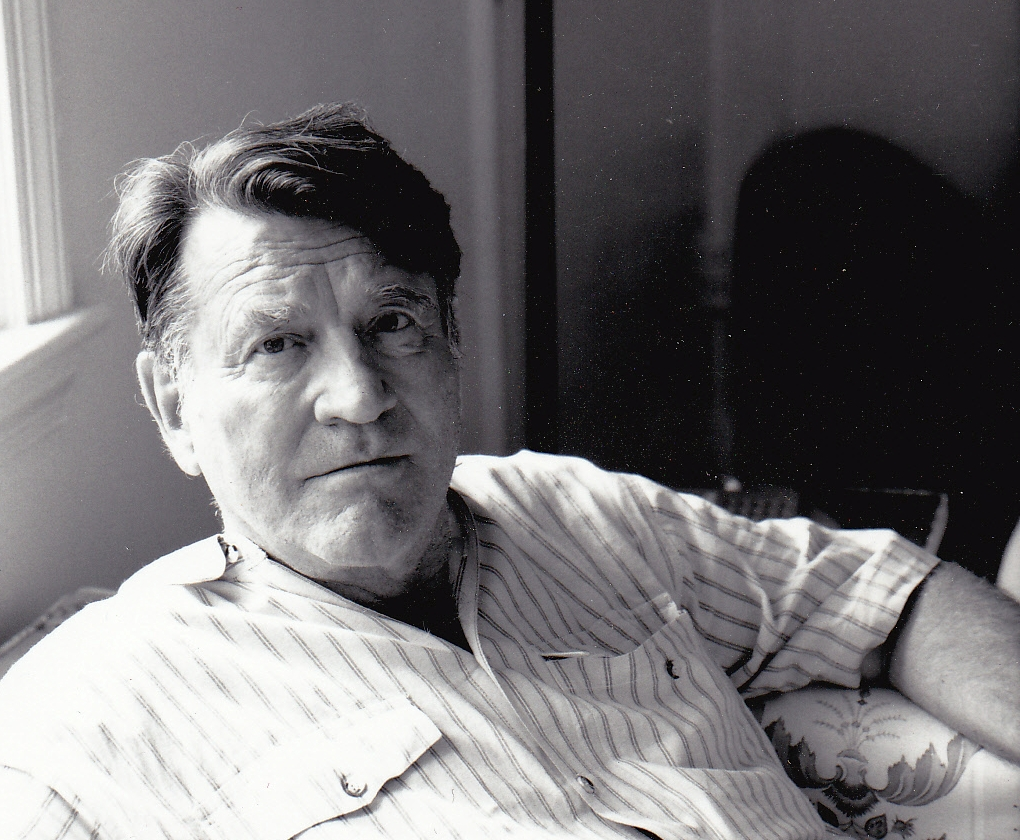
Jay Haley, frühe 1990er Jahre

Jay Haley (* 19. Juli 1923 in Midwest, Wyoming; † 13. Februar 2007) war ein US-amerikanischer Psychotherapeut. Er war Schüler von Gregory Bateson und Milton H. Erickson, 1959 einer der Gründer des Mental Research Institute in Palo Alto und ab 1967 enger Mitarbeiter von Salvador Minuchin in Philadelphia. 1976 gründete er mit Cloe Madanes das Family Therapy Institute in Washington, D.C. Haley unterrichtete und beeinflusste mehrere Generationen von Psychotherapeuten und Familienberatern. Er gilt als „Pionier der strategischen Familientherapie“ und vertrat einen direktiven Ansatz.

## Biografie

### Palo Alto
Haley studierte Anfang der 1950er Jahre Kommunikationswissenschaft bei Gregory Bateson an der Stanford University und wurde von diesem zur Mitarbeit an seinem Forschungsprojekt über die menschliche Kommunikation nach Palo Alto eingeladen. Haley blieb bis 1967 in dieser Kleinstadt im Silicon Valley, zuerst im sogenannten Bateson-Project, welches die Doppelbindungstheorie entwickelte und publizierte, ab 1959 als Mitgründer des Mental Research Institute, wo er weiterhin intensiv an der Schizophrenie-Forschung arbeitete und gemeinsam mit Richard Fisch, Lynn Hoffman, Don D. Jackson und John Weakland Theorie und Technik der Familientherapie begründete.
Jay Haley wurde auch bekannt dafür, dass er mit Vertretern unterschiedlicher und im Widerspruch zueinander stehenden Schulen zusammenarbeite, einerseits mit Gregory Bateson und Vertretern der Systemischen Therapie in Palo Alto, andererseits mit dem Hypnotherapeuten Milton Erickson oder dem Verhaltenstherapeuten Richard Stuart. Seine integrative und schulenübergreifende Sicht von Psychotherapie war vor allem von der Frage geprägt: „Was wirkt?“ und hatte damals großen Einfluss auf Forschung und Lehre. 1962 gründete Jay Haley die Zeitschrift Family Process, die sich zu einer der international führenden Fachzeitschriften über Familientherapie entwickelt hat.

### Philadelphia
1967 ging Jay Haley an die Child Guidance Clinic in Philadelphia. Dort war Salvador Minuchin Direktor, der Begründer der strukturellen Familientherapie, der sich auf Psychosomatik, Anorexia nervosa und Diabetes mellitus spezialisiert hatte. Im Zentrum des Therapieverständnisses von Haley standen Struktur, Subsysteme und Grenzen von Familien. Er benannte wiederkehrende Transaktionen innerhalb der Familie als Muster, aus denen eine Familienstruktur diagnostisch ablesbar sei. 1967 publizierte er The perverse triangle (Perverses Dreieck), das als Grundmodell der Triangulierung von der Familientherapie aufgenommen wurde. Teilsysteme bezeichnete Haley als Subsystem, zum Beispiel Vater/Sohn oder Großmutter/Enkeltochter. Jay Haley pflegte in seiner Zeit bei Minuchin mit diesem intensiven intellektuellen Austausch und er konnte – parallel zu Minuchin – seinen eigenen Ansatz erproben und ausformulieren. 1973 erschien sein Tribut an Milton H. Erickson unter dem Titel: Uncommon Therapy. 1976 veröffentlichte Haley sein eigenes Resümee von zwanzig Jahren therapeutischer Arbeit mit Familien: Problem-solving therapy. Es führt eine direkte Linie von der Kurztherapie in Palo Alto über die Problemlösung in Philadelphia zur Lösungsfokussierung in Milwaukee, wo Insoo Kim Berg und Steve de Shazer 1978 ihr Zentrum für Familien-Kurz-Therapie (BFTC) eröffneten.
1975 trat Minuchin als Direktor der Klinik zurück, er blieb noch sechs Jahre als Leiter des Ausbildungsinstituts. Auch Jay Haley suchte ein neues Betätigungsfeld.

### Washington
1976 gründete er – gemeinsam mit Cloe Madanes, seiner Frau – das Family Therapy Institute in Washington D.C. Dort beschäftigte er sich mit Leaving home, publiziert 1980 – mit den Ablösungsproblemen von Jugendlichen und entwickelte die Ordeal-Therapie: Der Therapeut schafft gezielt noch schlimmere Alternativen zu bestehenden problematischen Verhaltensweisen. Es besteht eine gewisse Nähe zur provokativen Therapie von Frank Farrelly. Symptome entstünden – laut Haley – aus spezifischer Inkongruenz zwischen offenen und verdeckten Ebenen der Kommunikation mit anderen und sie dienen dazu, dem Individuum das Gefühl der Kontrolle in seinen Beziehungen zu geben. Daher sieht Jay Haley es als die vordringliche Aufgabe des Therapeuten an, den Patienten zur Übernahme von Verantwortung und zum Beziehen von Positionen zu bewegen. Haley hat zwei wichtige Forderungen an die Familientherapie postuliert:
- Bei der Einschätzung eines Problems ist die entsprechende Organisationssequenz zu berücksichtigen.
- Bei der Beobachtung von Veränderungen sind die jeweiligen Stadien zu beachten.

Haley war um die Klarstellung von hierarchischen Grenzen innerhalb des familiären Systems bemüht, „wohl auf die Gefahr hinweisend, dass Psychotherapeuten damit auch zur organisatorischen Abnormalität in familiären Abläufen beitragen können.“ Die systemische Therapie verdankt Jay Haley zentrale Methoden, zum Beispiel paradoxe Interventionen, Ordeals und Hausaufgaben.
1995 ging Jay Haley in den Ruhestand und lebte und publizierte dann in La Jolla, Kalifornien. Seine Lehrtätigkeit – unter anderem an vier US-amerikanischen Universitäten – setzte er ungebremst fort. Noch 2003 brachte er ein substantielles Buch heraus: The art of strategic therapy.

## Direktive Familientherapie
Haleys Forschungen mit Kommunikationswissenschaftlern wie Watzlawick und Bateson und vielen anderen mehr hatten ergeben, dass Probleme eines Einzelnen angemessen als Probleme der Gruppe 'Familie' zu betrachten sind. Statt der Therapie des Einzelnen hielt Haley daher die Therapie der Kernfamilie für wirksamer, um Probleme jedes Einzelnen zu lösen. Ein Symptom ist nach dieser Sicht ein Kristallisationspunkt, ein Ausschnitt aus einem sozialen Gefüge.
Grundsätzlich gilt: 

„Ein geschickter Therapeut weiß, dass er je nach persönlicher oder sozialer Situation des Klienten immer anders vorgehen muss.“

Er wendet dafür eine Reihe von allgemeinen, strategischen Vorgaben an, die er für den bestimmten Fall und das Problem variiert. Dafür braucht er Kenntnisse, u. a. über die Dynamik von Familienbeziehungen, und Erfahrung mit einer Vielzahl von Methoden, die wirksam sein können. Er muss außerdem flexibel und spontan reagieren.
Der Therapeut greift steuernd in die Beziehungen in der Gruppe ein, um sie zu verändern. Er bestimmt z. B. die Sitzordnung, interveniert (mischt sich ein) durch seine Äußerungen zu dem, was die Mitglieder mitteilen. Er fragt nach Veränderungen des Problems, nach Fortschritten im alltäglichen Leben. Er stellt – wenn alle einverstanden sind – Aufgaben, die gemeinsam oder von einzelnen gelöst werden müssen. Diese Aufgaben, auch Direktiven genannt, können auch den Charakter einer Tortur haben, wenn z. B. die Klienten aufgefordert werden Handlungen (z. B. sich streiten) zu wiederholen, die sie ändern möchten. Letztere ist als 'ordeal therapy' bekannt geworden. Darüber hinaus werden Aufgaben gestellt, die zu Hause erledigt werden müssen. Alle Interventionen und Aufgaben sind Faktoren der Therapie und – ergänzend zu den Kenntnissen – Schlussfolgerungen aus Beobachtungen in den Sitzungen. Diese Arbeitsweise unterstützt den Wunsch des Therapeuten problemorientiert zu arbeiten.
Bei Familien, in denen direktives Vorgehen nicht funktioniert, wird ein Alternativplan verfolgt. Mit diesem soll die Familie für eine direktive Vorgehensweise gewonnen werden. Falls auch dies nicht geht, ist ein weiterer Alternativplan nötig. In jedem Fall werden so Verhaltensänderungen bewirkt und die Struktur zwischen Eltern und Kind verändert. Jede Änderung der Strategie setzt die Lösung eines Problemes in Gang.

## Ausbildung zum Therapeuten
Ziel ist es, Therapeuten auszubilden, die gelernt haben, Verhaltensänderungen zu planen, problemorientiert zu arbeiten und Handeln als Anlass für Veränderungen zu praktizieren. Dies wird durch die Ausbildung nicht abschließend erreicht. Der Therapeut muss seine Arbeitsweise stets entsprechend der Erfordernisse optimieren, wenn er seinen Klienten Problemorientierung und Veränderungen ermöglichen möchte.
Geeignet für die Ausbildung sind Studenten, die über Erfahrungen in verschiedenen sozialen Bereichen verfügen, die bereits verheiratet sind, über ein breites Spektrum an Verhaltensweisen und eine gute Intelligenz verfügen. 
Die Familientherapie von Haley ist nicht aus Büchern und nicht durch Zuschauen lernbar. Sie wird gelernt, indem man andere therapiert. Am besten lernt der Auszubildende, wenn er eine Therapie unter Aufsicht eines Supervisors und Mitarbeit der Studenten seiner Lerngruppe durchführt. Als Vorbereitung auf eine erste Sitzung mit einer Familie übt der angehende Thepeut in seiner Ausbildungsgruppe mit simulierten Familien erste Techniken der Kontaktaufnahme. Jede seiner Sitzungen wird vom Supervisor und auch von den anderen seiner Ausbildungsgruppe hinter einem Einwegspiegel verfolgt. So werden die Studenten mit einem breiten Spektrum an Problemen bekannt gemacht und erhalten dazu auch Kommentare zum Verhalten des angehenden Therapeuten. Bei der anschließenden gemeinsamen Fallbesprechung stehen der Fall, das Problem und das Verhalten im Mittelpunkt. So könne effizient gelernt werden. Auf psychiatrische und gruppentherapeutische Deutungen wird verzichtet. Auch über persönliche Probleme der Studenten wird nicht gesprochen. Wenn jemand alternative Vorschläge machen kann, ist es zulässig, Kritik zu äußern. 

Es geht stets um die Ausbildung zu einem handlungsfähigen und lernfähigen Therapeuten. Dazu gehört auch, dass der Student sein Tun überdenken und es anderen erklären kann. Um dies zu lernen, eignen sich Videoaufnahmen der eigenen Sitzungen, die man einander und später auch Außenstehenden zeigt und erklärt. Der Auszubildende sollte ferner mit dem 

„ganzen Spektrum von Problemen bekannt gemacht werden, die er nachher in der Praxis antreffen wird.“

 Das trägt dazu bei, dass er flexibel wird. 
Am Ende der Ausbildung wird kontrolliert, ob der Student gelernt hat, erfolgreich zu arbeiten. Mit Hilfe der Videoaufnahmen wird überprüft, ob Veränderungen eingetreten sind. Dazu werden die Mitstudenten beobachtend mit einbezogen und auch die therapierten Familien befragt, wie sie z. B. nach der Therapie im Alltag klargekommen sind. Der Nutzen dieser abschließenden Erfolgskontrolle besteht im Reflektieren des eigenen Tuns. Nachdenken ermöglicht es dem Therapeuten auch zukünftig seine Arbeitsweise experimentierend zu verbessern.

## Deutschsprachige Publikationen
- Ablösungsprobleme Jugendlicher, 1980, München 1981, 1. Aufl., ISBN 3-7904-0340-7
- Direktive Familientherapie, 1977, München 1985, 3. Aufl., ISBN 3-7904-0245-1
- Gemeinsamer Nenner Interaktion, 1977, München 1987, 2. Aufl., ISBN 3-7904-0258-3
- Die Psychotherapie Milton H. Ericksons, 1978, München 1999, 5. Aufl., ISBN 3-608-89613-9
- Ordeal-Therapie: ungewöhnliche Wege der Verhaltensänderung  Hamburg 1989, Salzhausen 1994, ISBN 3-89403-425-4
- Typisch Erickson, Muster seiner Arbeit, Paderborn 1996, ISBN 3-87387-302-8
- Therapie lehren und lernen: Wie man sich bei einem Patienten entschuldigt, nachdem man ihm einen irreparablen Gehirnschaden zugefügt hat. Paderborn 1999, ISBN 3-87387-416-4
- Die Jesus-Strategie: die Macht der Ohnmächtigen. Heidelberg 2007, 3. Aufl., ISBN 978-3-89670-591-4